# Bieslings
Bieslings (westallgäuerisch: Biəslings, uf Biəslings nab) ist ein Gemeindeteil der Marktgemeinde Scheidegg im bayerisch-schwäbischen Landkreis Lindau (Bodensee).

## Geographie
Die Einöde liegt circa ein Kilometer nördlich des Hauptorts Scheidegg und zählt zur Region Westallgäu. Nördlich der Ortschaft verläuft die Queralpenstraße B 308. Nordwestlich befinden sich die Scheidegger Wasserfälle.

## Ortsname
Der Ortsname stammt vom Personennamen Büesinc und bedeutet (Siedlung) des Büesinc.

## Geschichte
Bieslings wurde urkundlich erstmals im Jahr 1432 als Bůssings erwähnt. 1569 wurde eine Mühle im Ort erwähnt. 1770 fand die Vereinödung Bieslings mit vier Teilnehmern statt. Der Ort gehörte einst dem Gericht Kellhöfe in der Herrschaft Bregenz an. 1818 wurden vier Wohngebäude im Ort gezählt. 1840 wurde die Kapelle Hl. Familie bzw. St. Gallus und Magnus in Bieslings erbaut.

## Baudenkmäler
Siehe: Liste der Baudenkmäler in Bieslings